# Ondřej Mihálik
Ondřej Mihálik (Jablonec nad Nisou, 2 aprile 1997) è un calciatore ceco, attaccante del Hradec Králové.

## Caratteristiche tecniche
Attaccante completo e fisico, viene schierato prevalentemente come seconda punta. Dotato di grande tecnica individuale e di senso del gol, è un giocatore creativo e con un gran controllo palla; in possesso di un ottimo senso della posizione e abile nel dribbling, vede nel colpo di testa (nonostante l'altezza) e nella disciplina tattica i suoi punti deboli. Per le sue caratteristiche è stato paragonato a Mirko Vučinić.

## Carriera

### Club
Cresciuto nel settore giovanile del Jablonec, dopo una breve esperienza in prestito al Graffin Vlašim si impone presto come titolare nel club bianco-verde. Il 25 gennaio 2018 viene acquistato dall'AZ Alkmaar, con cui firma fino al 2022. A causa di un infortunio al ginocchio giocherà solo 2 partite di campionato con la prima squadra disputando per lo più gare con la seconda squadra. Il 4 giugno 2019 viene ceduto in prestito con diritto di riscatto al Viktoria Plzeň.

### Nazionale
Ha giocato in tutte le nazionali giovanili ceche, esordendo con l'under-21 il 24 marzo 2017, in occasione dell'amichevole vinta 4-1 contro la Slovacchia.

## Statistiche

### Presenze e reti nei club
Statistiche aggiornate al 22 febbraio 2018.
| Stagione        | Squadra         | Campionato      | Campionato | Campionato | Coppe nazionali | Coppe nazionali | Coppe nazionali | Coppe continentali | Coppe continentali | Coppe continentali | Altre coppe | Altre coppe | Altre coppe | Totale | Totale |
| Stagione        | Squadra         | Comp            | Pres       | Reti       | Comp            | Pres            | Reti            | Comp               | Pres               | Reti               | Comp        | Pres        | Reti        | Pres   | Reti   |
| --------------- | --------------- | --------------- | ---------- | ---------- | --------------- | --------------- | --------------- | ------------------ | ------------------ | ------------------ | ----------- | ----------- | ----------- | ------ | ------ |
| 2014-2015       | Jablonec        | 1L              | 4          | 0          | MC              | 2               | 0               | -                  | -                  | -                  | -           | -           | -           | 6      | 0      |
| ott.-dic. 2015  | Graffin Vlašim  | 2L              | 4          | 0          | MC              | 0               | 0               | -                  | -                  | -                  | -           | -           | -           | 4      | 0      |
| gen.-giu. 2016  | Jablonec        | 1L              | 7          | 2          | MC              | 4               | 0               | -                  | -                  | -                  | -           | -           | -           | 11     | 2      |
| 2016-2017       | Jablonec        | 1L              | 26         | 7          | MC              | 2               | 0               | -                  | -                  | -                  | -           | -           | -           | 28     | 7      |
| 2017-gen. 2018  | Jablonec        | 1L              | 16         | 5          | MC              | 1               | 0               | -                  | -                  | -                  | -           | -           | -           | 17     | 5      |
| Totale Jablonec | Totale Jablonec | Totale Jablonec | 53         | 14         |                 | 8               | 0               |                    | -                  | -                  |             | -           | -           | 61     | 14     |
| gen.-giu. 2018  | AZ Alkmaar      | E               | 2          | 0          | CO              | 1               | 0               | -                  | -                  | -                  | -           | -           | -           | 3      | 0      |
| Totale carriera | Totale carriera | Totale carriera | 59         | 14         |                 | 9               | 0               |                    | -                  | -                  |             | -           | -           | 68     | 14     |